# Tomoya Kanamori
Tomoya Kanamori (født 2. april 1982) er en tidligere japansk fodboldspiller.
Han har spillet for flere forskellige klubber i sin karriere, herunder Oita Trinita og Ehime FC.